# Кукшилиды
Кукшилиды (горномар. Кукшылидӹ) — деревня в Горномарийском районе Республики Марий Эл. Входит в состав Кузнецовского сельского поселения.

## География
Находится в юго-западной части республики Марий Эл на расстоянии приблизительно 20 км на юго-восток от районного центра города Козьмодемьянск.

## История
Впервые упоминается в 1795 году как выселок Малый Пайдулин (10 дворов) из деревни Малая Кузнецова. В 1859 году в околодке Пайдулин (Ятрушкин, Кукшылиды) было 17 дворов (71 человек), а в 1859 году — 22 двора (116 человек). В 1925 году в деревне Кукшылиды проживало 147 человек. В 1929 году в ней было 35 дворов с населением в 156 человек. В советское время работали колхозы «Восход», им. Мичурина, «Дружба» и позднее СПК «Кузнецовский».

## Население
Население составляло 82 человека (горные мари 94 %) в 2002 году, 71 в 2010.